# Марсель Дріс
Марсель Генрікус Дріс (фр. Marcel Henricus Dries, 19 вересня 1929, Берхем — 27 вересня 2011, Антверпен) — бельгійський футболіст, що грав на позиції захисника, зокрема, за клуб «Берхем», а також національну збірну Бельгії. Є сином іншого гравця збірної Бельгії Леопольда Дріса.

## Клубна кар'єра
У футболі дебютував 1947 року виступами за команду «Берхем», в якій провів тринадцять сезонів. 
Протягом 1960—1963 років захищав кольори клубу «Юніон».
Завершив професійну ігрову кар'єру у клубі «Кортрейк», за команду якого виступав протягом 1963—1965 років.

## Виступи за збірну
19 квітня 1953 року дебютував в офіційних матчах у складі національної збірної Бельгії. Протягом кар'єри у національній команді провів у її формі 31 матч.
У складі збірної був учасником чемпіонату світу 1954 року у Швейцарії, де зіграв з Англією (4-4) та Італією (1-4).
Помер 27 вересня 2011 року на 83-му році життя у місті Антверпен.